# سوزان براون
سوزان براون (انگلیسی: Susan Brown؛ زادهٔ ۶ مهٔ ۱۹۴۶) بازیگر اهل بریتانیا است.
از فیلم‌ها یا برنامه‌های تلویزیونی که وی در آن نقش داشته‌است، می‌توان به امید و افتخار، بانوی آهنی، فال نیک، تورچ وود، برادچرچ و زمستان در راه است اشاره کرد.